# Lubiri

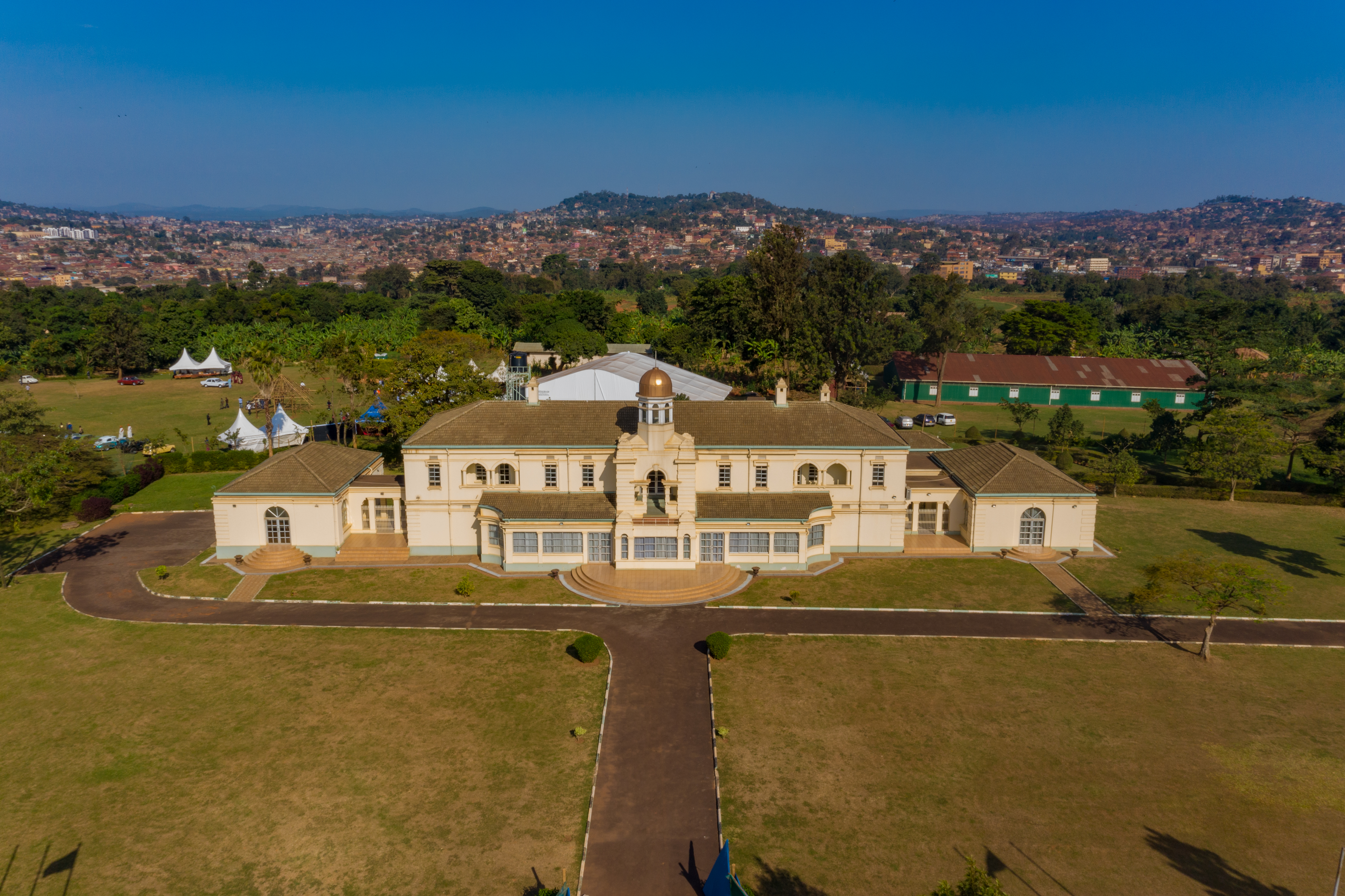
Vista aérea del Palacio de Kabaka, también conocido como Twekobe. Es la residencia oficial del Kabaka (Rey de Buganda) dentro de los terrenos del palacio.

Lubiri (o Palacio Mengo) es el recinto real de la Kabaka de Buganda, situado en Mengo, un suburbio de Kampala, la capital de Uganda.
El Lubiri original fue destruido por el ejército de Uganda en la Batalla de Mengo Hill en mayo de 1966, en la culminación de la lucha entre Mutesa II y Milton Obote por el poder del país.
Desde 1993 y hasta el presente, Muwenda Mutebi II es el 36º rey de Buganda, de religión católica.